# Kalafgan (distrikt)
Kalafgan är ett distrikt i Afghanistan. Det ligger i provinsen Takhar, i den nordöstra delen av landet, 260 kilometer norr om huvudstaden Kabul. Administrativ huvudort är Kalafgan.
Distriktet beräknades år 2022 ha cirka 41 000 invånare.